# Cesare Cremonini (chanteur)
Cesare Cremonini (prononciation italienne : [ˈtʃɛːzare kremoˈniːni] ; né le 27 mars 1980 à Bologne, est un chanteur, compositeur et musicien italien.

## Biographie
Cremonini dirigeait « Lunapop », un groupe de pop italien populaire entre 1999 et 2002. Il a depuis poursuivi une carrière solo.

## Discographie

### Albums studio
- 2002 : Bagus
- 2005 : Maggese
- 2008 : Il primo bacio sulla luna
- 2012 : La teoria dei colori
- 2014 : Logico
- 2017 : Possibili scenari
- 2022 : La ragazza del futuro
- 2024 : Alaska Baby